# Trojaburg Calbe

Im Hintergrund das hohe Ufer der Saale, auf dem sich bis ins 17. Jahrhundert die calbische Wunderburg befand

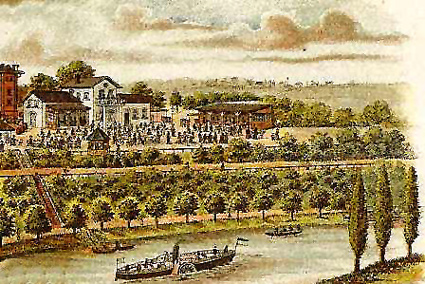
„Felsenkeller zur Wunderburg“ 1900 (Ausschnitt aus einer Postkarte)

Die Trojaburg Calbe war eine Rasen-Spirale und lag im jetzigen Salzlandkreis in Sachsen-Anhalt.
1446 wurde die Trojaburg vor Calbe erstmals erwähnt. Der Ort soll zu verschiedenen heidnischen Ritualen gedient haben, die jedoch im 17. Jahrhundert verboten wurden. Im 19. Jahrhundert wurde er ein beliebtes Ausflugsziel. Bis heute hat sich in der Hohendorfer Feldmark am südlichen Stadtrand Calbes (Siedlung „Am Weinberg“) der Flurname „Wunderburg“ erhalten.